# 242
242 (CCXLII) var ett normalår som började en lördag i den julianska kalendern.

## Händelser

### Okänt datum
- Gordianus III evakuerar de kimmeriska städerna vid Bosporen, eftersom territoriet nu kontrolleras av ostrogoterna.
- Den framtide romerske kejsaren Aurelianus besegrar sarmatierna i Illyricum med endast en hjälptrupp på 300 man. Denna seger ger honom en befordran till tribun.
- Titus efterträder Eugenius I som patriark av Konstantinopel.

## Födda
- Sun Hao, den siste kejsaren av det kinesiska kungariket Wu